# Blunsdon St. Andrew
Blunsdon St. Andrew är en by i civil parish St Andrews, i distriktet Swindon, i Storbritannien. Det ligger i grevskapet Wiltshire och riksdelen England, i den södra delen av landet, 120 km väster om huvudstaden London. Blunsdon St Andrew var en civil parish fram till 2017 när blev den en del av St. Andrews och Blunsdon. Civil parish hade 12 414 invånare år 2011.